# Spaniens nationalbibliotek
Spaniens nationalbibliotek (spansk: Biblioteca Nacional de España) er et spansk: Biblioteca Nacional de España folkebibliotek beliggende på Paseo de Recoletos i Madrid. Det er Spaniens største bibliotek og et af de største biblioteker i verden. Biblioteket oprettes i 1712 af Filip V under navnet Biblioteca Real og fik sit nuværende navn i 1836. Den nuværende bygningen er tegnet af Francisco Jareño og opførtes mellem 1866 og 1892.